# 阮氏玉帥
阮氏玉帥（越南语：／，?—?），越南鄭阮紛爭時期鄭主鄭梉的贤妃。
阮氏玉帥是宋山县嘉苗外庄（今属清化省河中县）人，是阮潢的曾孙女、阮漢的孙女、阮潶的女兒，即阮主阮福源、鄭梉正妃阮氏玉秀的侄孙女。阮氏玉帥是鄭梉的贤妃，位正东宫。某年九月十二日，阮氏玉帥去世，諡慈善，葬于宋山县平和社婆东村。